# Артюхін Юрій Петрович
Юрій Петрович Артюхін — льотчик-космонавт СРСР, другий набір ВПС. Здійснив один політ у космос тривалістю 15 діб 17 годин 30 хвилин 28 секунд.

## Життєпис
Народився 22 червня 1930 року в селі Першутино Клинського району Московської області РРФСР. Однак за документами народився 22 липня 1930 року в селі Лаврово.
Помер 4 серпня 1998 року після важкої хвороби.
Похований 6 серпня на кладовищі села Леониха (поблизу Зоряного містечка) Щьолківського району Московської області.

### Освіта і наукові звання
1948 року закінчив 10 класів залізничної школи № 4 в місті Клин.
Влітку 1948 року спробував вступити до Першого Московського військового авіаційного училища зв'язку, розташованого в Тамбові, однак медична комісія визнала його непридатним до служби в авіації, і він вступив до авіаційно-технічного училища.
В грудні 1950 року закінчив Серпухівське військове авіаційно-технічне училище спецслужб і отримав спеціальність техніка електро-спецобладнання літаків.
В березні 1958 року закінчив Військово-повітряну інженерну академію (ВПІА) імені Жуковського і отримав спеціальність інженера-електрика.
В червні 1980 року захистив дисертацію за тематикою космічної розвідки у Військово-інженерному інституті імені Можайського і отримав ступінь кандидата технічних наук.
В грудні 1982 року отримав вчене звання старшого наукового співробітника за спеціальністю «Військова кібернетика і системний аналіз».

### Професійна діяльність
1942 року жив у селі Ноля Новгородської області РРСФР, працював у колгоспі конюхом, орав, прибирав сіно, збирав гриби і здавав їх у колгосп.
Після звільнення з повітряних сил з березня 1988 по травень 1992 року працював начальником сектора в НВО «Молнія», де займався математичним забезпеченням тренажерів корабля «Буран».
Пенсіонер з травня 1992 року.

### Військова служба
З лютого 1951 по серпень 1952 року служив техніком авіаційної ескадрильї по спецслужбі 231-го штурмового авіаційного полку (ШАП) 74-ої штурмової авіаційної дивізії (ШАД) 45-ої повітряної армії Забайкальського військового округу.
Після закінчення ВПІА залишився на службі в академії. З 7 березня 1958 року служив старшим інженером лабораторії кафедри авіаційних приладів і автоматів, з 24 січня 1959 року — старшим інженером по електричному і приладному обладнанню літаків, з 25 лютого 1961 року — старшим інженером 19-ої лабораторії. Займався автоматизацією авіаційних двигунів, обладнанням літаків електрикою і приладами й освоєнням обчислювальної техніки, працюючи на ЕОМ «Мінськ-2».
Після відрахування з загону космонавтів з січня 1983 по грудень 1987 року служив у ЦПК імені Ю. О. Гагаріна.
3 березня 1988 року звільнений зі Збройних Сил СРСР у запас за віком.

### Служба в загоні космонавтів і ЦПК
23 січня 1965 року призначений на посаду космонавта другого загону (військові космічні програми).
30 квітня 1969 року призначений космонавтом першого відділу першого управління першого НДІ ЦПК.
30 квітня 1974 року переведений до другого відділу (програми МО СРСР), а 11 грудня 1974 року призначений на посаду старшого інструктора-космонавта і начальника цього відділу.
26 січня 1982 року відрахований з загону космонавтів ЦПК ВПС у зв'язку з призначенням на посаду заступника начальника Першого управління ЦПК з науково-дослідницької і випробувальної роботи. Залишався на цій посаді до грудня 1987 року.

### Космічна підготовка
1962 року пройшов медичне обстеження в Центральному військовому науково-дослідницькому авіаційному госпіталі (ЦВНДАГ) і в травні 1962 року отримав допуск Центральної лікарсько-льотної комісії (ЦЛЛК). 8 січня 1963 року на засіданні мандатної комісії рекомендовано зарахувати в загін космонавтів. Наказом Головкома ПВС № 14 від 10 січня 1963 року зарахований в ЦПК слухачем-космонавтом.
З січня 1963 до січня 1965 року проходив загальнокосмічну підготовку (ЗКП). Вивчив системи і конструкцію кораблів «Восток» (ЗКА) і «Восход» (ЗКВ і ЗКД), двічі брав участь в роботі НВП з управління польотом заступником і начальником оперативної групи. 13 січня 1965 року після здачі екзаменів з ЗКП отримав кваліфікацію «космонавт ВПС». 23 січня 1965 року призначений космонавтом Другого загону (військові космічні програми).
З травня 1965 до січня 1966 року проходив підготовку для польоту на кораблі «Восход-3» (ЗКВ № 6) у складі третього екіпажу, разом з Володимиром Шаталовим.
З вересня 1966 до січня 1967 року готувався за програмою «7К-ВІ» («Звєзда») в групі космонавтів.
З 18 січня 1967 до січня 1970 року проходив підготовку в групі космонавтів за програмою обльоту Місяця на кораблі «7К-Л1».
З січня 1970 до 1971 року проходив підготовку за програмою «7К-ОК» для випробування системи «Контакт» в групі космонавтів. В 1969 — 1970 роках оператором зв'язку на плавучому науково-вимірювальному пункті (НВП) «Космонавт Володимир Комаров» брав участь в управлінні польотом кораблів Союз-6, Союз-7, Союз-8, Союз-9, а 1971 року з судна «Академік Сергій Корольов» в управлінні польотом кораблів Союз-10 і Союз-11.
1971 року переведений на програму військової орбітальної пілотованої станції (ОПС) «Алмаз». З листопада 1971 по квітень 1972 року проходив підготовку в умовному екіпажі разом з Анатолієм Федоровим.
З 11 вересня 1972 по лютий 1973 року проходив підготовку бортінженером першого екіпажу для польоту на ОПС-101 «Алмаз» («Салют-2») разом з Павлом Поповичем. Політ скасовано через розгерметизацію станції ОПС-101 («Салют-2») на орбіті на тринадцяту добу польоту в квітні 1973 року.
З 13 серпня 1973 по червень 1974 року проходив безпосередню підготовку бортінженером першого екіпажу для польоту на ОПС-101-2 «Алмаз» («Салют-3») разом з Павлом Поповичем.
- Політ тривалістю 15 діб 17 годин 30 хвилин 28 секунд здійснив з 3 по 19 липня 1974 року бортінженером корабля «Союз-14» і першої основної експедиції (ЕО-1) на ОПС «Салют-3» разом з Павлом Поповичем.

Позивний: «Беркут-2».
В 1975 — 1979 роках проходив підготовку за програмою «Алмаз» в групі космонавтів.
В 1977 — 1979 роках проходив підготовку до польоту за програмою випробувального польоту на ТКС (транспортний корабель забезпечення для ОПС «Алмаз») в умовному екіпажі разом з Володимиром Козельським.

## Військове звання
Технік-лейтенант (11.12.1950).
Старший технік-лейтенант (30.12.1952).
Старший інженер-лейтенант (1954).
Інженер-капітан (07.03.1958).
Інженер-майор (30.03.1962).
Інженер-підполковник (03.06.1965).
Полковник-інженер (30.07.1974).
Полковник з 14.05.1984.
З 03.03.1988 — в запасі.

## Почесні звання
Герой Радянського Союзу (20.07.1974).
Льотчик-космонавт СРСР (20.07.1974).
Почесний радист СРСР (1977).
Почесний мисливець України.

## Класність
Інструктор парашутно-десантної підготовки (ПДП) (31.12.1965), виконав понад 100 стрибків.
Космонавт 3-го класу (25.07.1974).
Під час проходження ЗКП налітав 350 годин з інструктором.

## Громадсько-політична діяльність
Президент Федерації лижного спорту РРФСР 1975 — 1992 років.

## Спортивні досягнення
Заслужений майстер спорту СРСР (1974).
Перший розряд з лижного спорту, зі стрільби, легкої атлетики.

## Публікації
Автор книги «Системи управління космічних апаратів, які стабілізуються обертанням» (М:, 1979).

## Нагороди
Медаль «Золота Зірка» Героя Радянського Союзу і орден Леніна (Указ Президії Верховної Ради СРСР від 20 липня 1974 року), орден Червоної Зірки (1980), 12 медалей, зокрема «За охорону державного кордону» (1977).
Хрест Яна Красовського (Польща, 1975).

## Сімейний стан
Батько — Артюхін Петро Павлович, (1904 — 07.07.1941), воював на Халхін-Голі і в Другій світовій війні. Загинув при обороні Ленінграда.
Мати — Артюхіна (до шлюбу Руліна) Ганна Василівна, народилась 1907 року, завідувачка дитячим садком.
Брат — Артюхін Ігор Петрович, народився 1941 року, майстер-наладник вакуумних приладів.
Дружина — Артюхіна (до шлюбу Лисовська) Ніна Іванівна, народилась 1933 року, працювала у видавництві «Наука».
Син — Артюхін Сергій Юрійович, (07.12.1955 — січень 1999), військовослужбовець ВПС, служив начальником лабораторії Ризького авіаційного інженерного училища.
Син — Артюхін Володимир Юрійович, народився 22.04.1964, військовослужбовець ВПС, служить в ЦНДІ-30 імені В. П. Чкалова.

## Захоплення
Полювання, рибальство, колекціонування книг про льотчика Валерія Чкалова.